# غريغ واتسون
غريغ واتسون (29 يناير 1955 في أستراليا - )  (بالإنجليزية: Greg Watson)‏ هو لاعب كريكت أسترالي. شارك مع منتخب أستراليا الوطني للكريكت.

## وصلات خارجية
- غريغ واتسون على موقع إي آس بي آن كريك إنفو (الإنجليزية)